# Walter Elmer Ekblaw
Walter Elmer Ekblaw (10 mars 1882 — 7 juin 1949) est un universitaire américain qui participe à l'expédition Crocker (en) (1913-1917) en qualité de géologue, ornithologue et botaniste,.

## vie et carrière
Walter Elmer Ekblaw nait dans le comté de Champaign, dans l'Illinois. Il est l'un des six enfants d'Andrew Ekblaw (1854-1923) et Ingrid (Johnson) Ekblaw (1860-1942), des immigrants suédois. Il étudie à l'Université de l'Illinois, où il obtient un BA en 1910. Il y est le rédacteur en chef du Daily Illini (1910). Avec son collègue Clarence Foss Williams (1886-1971), il organise également la première fête des étudiants de son université, en octobre 1910 ,.
Ekblaw enseigne à l'Université de l'Illinois de 1910 à 1913. Il est par la suite nommé chercheur associé au Musée américain d'histoire naturelle. C'est à l'Université Clark qu'il obtient son doctorat en 1926. Il y est professeur de géographie de 1924 à 1949 . En 1947, il reçoit l'Ordre royal de l'Étoile polaire du roi Gustave V de Suède, pour son action en faveur de l'amitié entre la Suède et les États-Unis. Il meurt en 1949 et est enterré au cimetière Glen du comté de Ford, dans l'Illinois .

## Expédition Crocker
De 1913 à 1917, Walter E. Ekblaw participe à l'expédition Crocker (en). L'un de ses compagnons est le zoologue Maurice Cole Tanquary, de l'Université de l'Illinois. Cette expédition terrestre, organisée par l'explorateur de l'Arctique Donald Baxter MacMillan est parrainée par le Musée américain d'histoire naturelle, la Société américaine de géographie et le Musée d'histoire naturelle de l'Illinois. Elle parcourt le nord du Groenland mais en 1917, ses membres doivent être secourus par le navire Neptune, commandé par Robert Bartlett.
À son retour aux États-Unis, Ekblaw écrit un certain nombre d'articles, dont The importance of nivation as an erosive factor and of soil flow as a transporting agency in northern Greenland (L'importance de la nivation comme facteur d'érosion et du mouvement du sol comme facteur de transport dans le nord du Groenland, Actes de la National Academy of Sciences, Vol.4, 1918, p . 288-93), ainsi que Les oiseaux consommés par les Esquimaux du Smith Sound (Wilson Bulletin, Vol.31 (os ), Vol. 26 (ns ), N ° 106, 1919, p. 1-5). D'autres publications suivirent : Les relations écologiques des Esquimaux des régions polaires (Ecology, Vol. 2, 1921, p. 132-44) et Les chiens esquimaux, héros oubliés (Natural History, vol. 37, 1936, p. 173-84).
Les journaux de Tanquary, Ekblaw, Donald et Mirriam MacMillan sont accessibles en ligne sur le site du Département George J. Mitchell des collections spéciales et des archives. La numérisation des documents relatifs à l'expédition Crocker Land est financée en 2016 par la Fondation Gladys Krieble Delmas.

## Œuvres choisies
- Corrélation du système dévonien de la région de Rock Island (1912)
- Stratigraphie et paléontologie du système dévonien dans le comté de Rock Island, Illinois (1912)
- Le long des côtes inconnues: récits d'exploration dans le Grand Nord (1918)

## Autres sources
- Expédition terrestre Crocker dans les régions polaires (Musée américain d'histoire naturelle et Société américaine de géographie, université de l'Illinois)

## Lectures connexes
- Hunt, Harrison J. et Ruth Hunt Thompson (1980) North to the Horizon: Searching for Peary's Crocker Land (Down East Publishing) (ISBN 978-0892720804)
- Horwood, Harold (2010) Bartlett: Le grand explorateur (Doubleday Canada) (ISBN 978-0385674355)